# モツ・ヌイ

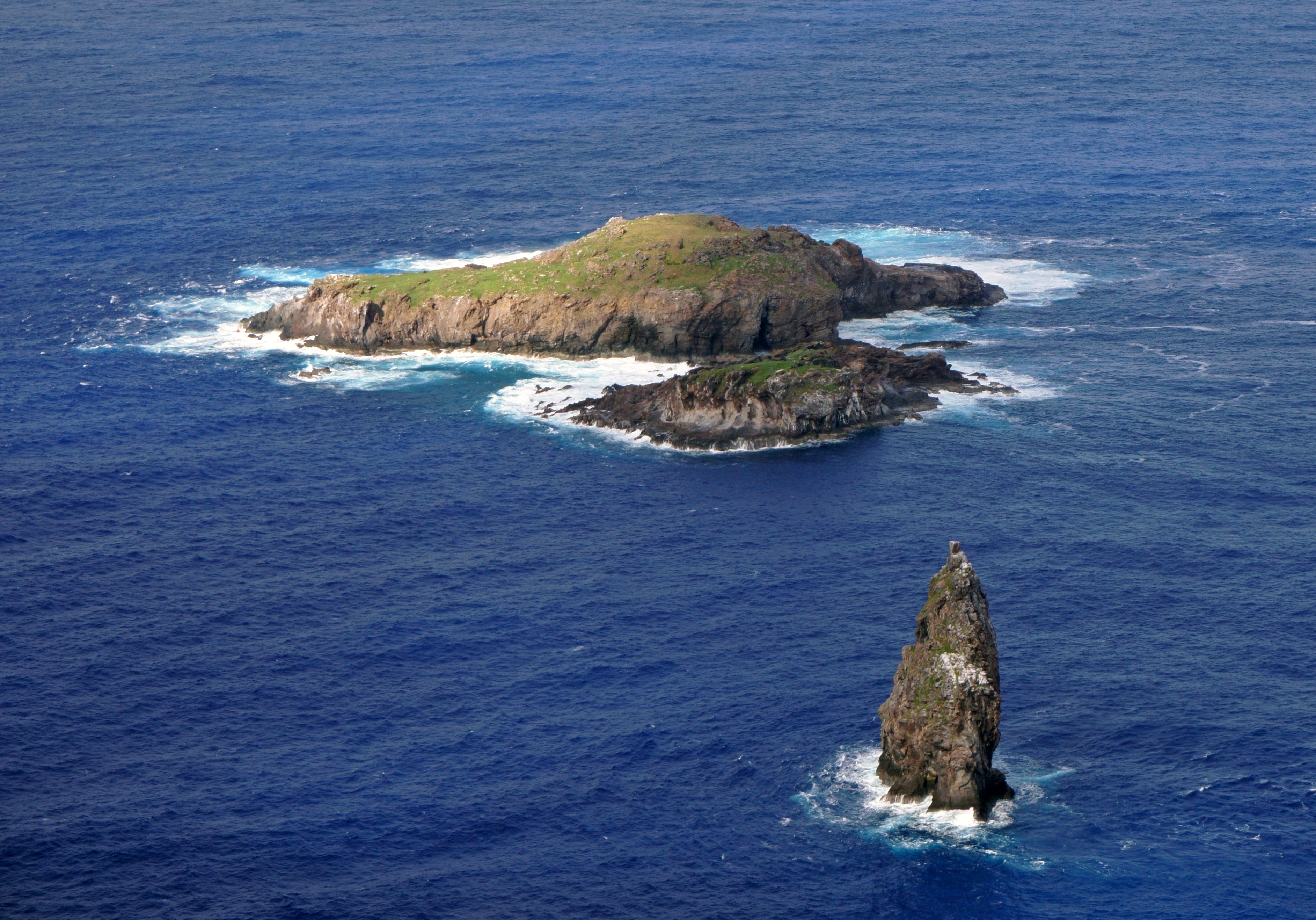
モツ・ヌイとモツ・イチ（より大きい方がモツ・ヌイ）。前方に見えるのがモツ・カオ・カオという海食柱。 2018年9月、ラノ・カウ（Rano Kau）火山のオロンゴ（Orongo）から、標高250メートル付近で撮影。

モツ・ヌイ（ラパヌイ語：Motu Nui、「大きな島」の意味）ないしモトゥ・ヌイはイースター島のすぐ南にある3つの島の中で最大のもので、チリや南アメリカのなかで最も西にある場所である。イースター諸島の1島であり、デュシー島、メイハー島と並ぶポイント・ネモから最も近い3島のひとつであることでも知られる。

## 概要
モツはラパヌイ語で「島」を意味し、近くには小さなモツがさらに2つある。ひとつはモツ・カオ・カオ（海食柱、海抜約20メートル）、もうひとつはモツ・イチであり、3つの島すべてに海鳥がいるが、モツ・ヌイは、モアイ時代とキリスト教時代の間に島の宗教であった閉鎖的なタンガタ・マヌによる宗教にとって不可欠な場所でもあった（島の人々は1860年代にローマ・カトリックに改宗した）。地形的には、海底から2,000メートル以上の高さにそびえる大きな火山の頂上であり、陸地の面積は3.9ヘクタール、これはイースター島周辺の5島の中で最大である。

モツ・ヌイを含む地図（左下）

「鳥人」宗教の儀式は、マヌタラの最初の卵を集めるための競争であった。これはモツ・ヌイから出発し、ホプ（Hopu、各氏族の代表）がセグロアジサシがその年最初の卵を産むのを待つというもので、最初の卵を手にしたホプはイースター島まで泳いで戻り、オロンゴ（Orongo）の崖を登り、オロンゴの判定員の前で所定の人物に卵を贈呈したという。卵を贈られた者はタンガタ・マヌの称号を手に入れ、1年間島で大きな権力を得ることができた一方で、多くのホプがサメに襲われたり、落下して命を落としたりした。また、優勝した一族は小島から卵や若鳥を採取する権利などを得た。
モツ・ヌイは1914年のルートレッジ（Katherine Routledge）遠征隊によって科学的に調査され、セグロアジサシに加えて他の6種類の海鳥がそこに巣をなしているとの報告があがった。遠征隊はモツ・ヌイの洞窟のうち2つを探索し、そのうちの一方は、ホプが卵を待つ間滞在するところであり、もう一方はすでにあった小さなモアイであるモアイ・メア（「土地の境界」）を含んでおり、イギリスのオックスフォードにあるピット・リヴァーズ博物館（Pitt Rivers Museum）に持ち運ばれた。
「鳥人」宗教の儀式は長い間行われていないが（最後に行われたのは1888年）、現在ラパヌイを訪れる人々は、島唯一の町ハンガロアから小型ボートで島の美しさを楽しんでいる。モツ・ヌイとカウカウ（Kau Kau）の間の海でのダイビングは格別で、世界中のダイビング愛好家が憧れるスキューバダイビングスポットとなっている。かつてサメが多く生息していたラパヌイの沿岸海域は、乱獲のため現在はかなり安全な場所になっている。